# Guleed
Guleed Ali, känd som enbart Guleed (stiliserat GULEED i marknadsföringssammanhang), född 17 oktober 1994 i Möllevången, Malmö, är en svensk rappare och låtskrivare.

## Biografi
Guleed föddes och växte upp i Malmöområdet Möllevången. Han har somaliskt påbrå.
Som artist debuterade Guleed år 2016. I samband med debuten, "Samma spår" med Ozz6y, skapades kollektivet Malmö New Wave som förutom Ozz6y senare tog med Malmöbaserade Adam Aden och Valon.
År 2019 utgavs Guleeds debutalbum 50 grader i februari som månader senare följdes upp med en deluxeversion.

## Nomineringar
På Grammisgalan 2020 nominerades Guleed till kategorin "årets nykomling" för debutalbumet 50 grader i februari.
Guleed nominerades år 2021 till "årets hiphop/r'n'b" på P3 Guld för sitt andra studioalbum Lucky 20. För samma album nominerades även rapparen i kategorierna "årets hiphop" och "årets textförfattare" på Grammisgalan 2021.

## Diskografi

### Studioalbum
- 2017 – Under tiden (EP), MalmöNewWave / Independent

- 2019 – 50 grader i februari, MalmöNewWave / Sony Music Entertainment Sweden
- 2019 – 50 grader i februari (Deluxe), MalmöNewWave / Sony Music Entertainment Sweden
- 2020 – Lucky 20, Independent
- 2021 – 21, MalmöNewWave / Independent
- 2021 – Under tiden 2 (EP), MalmöNewWave / Independent
- 2022 – Under tiden 3 (EP), MalmöNewWave / Independent
- 2023 – Skapad av smärtan, GoGettaMusic / Independent